# Anolis mestrei
Anolis mestrei (червоновіяловий скельний аноліс) — вид ігуаноподібних ящірок родини анолісових (Dactyloidae). Ендемік Куби.

## Поширення і екологія
Червоновіялові скельні аноліси мешкають на заході Куби, в провінціях Пінар-дель-Ріо та Гавана. Вони живуть у вічннозелених і напівлистяних лісах, в галерейних лісах та в заростях моготе. Відкладають яйця.